# Onosma malkarmayorum
Onosma malkarmayorum är en strävbladig växtart som beskrevs av Herwig Teppner. Onosma malkarmayorum ingår i släktet Onosma och familjen strävbladiga växter. Inga underarter finns listade i Catalogue of Life.